# هايبرمنيسترا
هايبرمنيسترا (باليونانية: Ὑπερμνήστρα)‏ إحدى الشّخصيات في الأساطير اليونانية، وهي ابنة داناوس وزوجة لونكيوس ابن أيجيبتوس. كانت الوحيدة من بين الدانايديس التي لم تقتُل زوجها في ليلة العرس.